# Cashiella
Cashiella — рід грибів родини Dermateaceae. Назва вперше опублікована 1951 року.

## Класифікація
До роду Cashiella відносять 4 види:
- Cashiella atra
- Cashiella fuscidula
- Cashiella montiicola
- Cashiella sticheri